# Terratrémol (pel·lícula)
Terratrémol (noruec: Skjelvet) és una pel·lícula de catàstrofes noruega del 2018 dirigida per John Andreas Andersen. És la seqüela de Bølgen i es va estrenar als cinemes noruecs el 31 d'agost de 2018. S'ha doblat al valencià per a À Punt.

## Repartiment
- Kristoffer Joner com a Kristian Eikjord, un geòleg experimentat de 44 anys[2]
- Ane Dahl Torp com a Idun Eikjord, la dona d'en Kristian
- Jonas Hoff Oftebro com a Sondre Eikjord, el fill de 20 anys d'en Kristian
- Edith Haagenrud-Sande com a Julia Eikjord, la filla d'11 anys d'en Kristian
- Kathrine Thorborg Johansen com a Marit Lindblom

## Premis i reconeixements
Als premis Amanda 2019, la pel·lícula va rebre el premi del públic i el dels millors efectes visuals. A més, la pel·lícula també va ser nominada a les categories de millor pel·lícula noruega en estrena i millor direcció/escenografia de producció.